# Rougemont - Chanteloup (tramway d'Île-de-France)
Ne doit pas être confondu avec Gare de Rougemont ou Gare de Chanteloup-les-Vignes.
Rougemont - Chanteloup est une gare ferroviaire française de la ligne de Bondy à Aulnay-sous-Bois (dite ligne des Coquetiers), située allée du Maréchal-Gérard sur le territoire de la commune de Sevran, près d'Aulnay-sous-Bois, dans le département français de la Seine-Saint-Denis en région Île-de-France.
Mise en service en 2006, c'est une halte voyageurs (dite station) de la Société nationale des chemins de fer français (SNCF)  desservie par des tram-trains de la ligne 4 du tramway d'Île-de-France.

## Situation ferroviaire
Établie à environ 51 mètres d'altitude, la gare de « Rougemont - Chanteloup » est située au point kilométrique (PK) 6,5 de la ligne de Bondy à Aulnay-sous-Bois (dite ligne des Coquetiers) devenue, après adaptation, la ligne 4 du tramway d'Île-de-France, entre la gare de Freinville - Sevran et la gare d'Aulnay-sous-Bois

## Histoire
Le projet de modernisation de la ligne de Bondy à Aulnay-sous-Bois (dite ligne des Coquetiers) aboutit à la réalisation d'un « Tram-train d'Aulnay à Bondy », premier de ce type en France. L'un des objectifs du projet était d'assurer une meilleure desserte, ce qui conduisit au choix d'ajouter trois stations, dont « Rougemont - Chanteloup », aux huit anciennes gares de la ligne.
La nouvelle station est mise en service par la Société nationale des chemins de fer français (SNCF) lors de l'inauguration du tram-train 01 le 18 novembre 2006. Lors de l'inauguration, la rame du Tram-train partie de la gare de Paris-Est s'arrête à Rougemont - Chanteloup accueillie notamment par le groupe, de danse afro-antillaise, Difekako.
En 2014, selon les estimations de la SNCF, la fréquentation annuelle de la gare est de 1 420 000 voyageurs.

## Service des voyageurs

### Accueil
Halte ou station SNCF, c'est un point d'arrêt non géré (PANG) à accès libre. Elle dispose de deux quais, de 75 mètres de long chacun, pour desservir les voies V1TT et V2TT. Elle est équipée d'abris sur chacun des quais et d'automates pour l'achat et le compostage de titres de transport. C'est une station accessible « en toute autonomie » par les personnes en fauteuil roulant.

### Desserte
La station Rougemont - Chanteloup est desservie par des tram-trains de la relation Bondy - Aulnay-sous-Bois (ligne T4) à raison d'un tram-train toutes les 6, 9 ou 15 minutes suivant les horaires.

### Intermodalité
La gare n'est pas desservie par autobus.

## Galerie de photographies

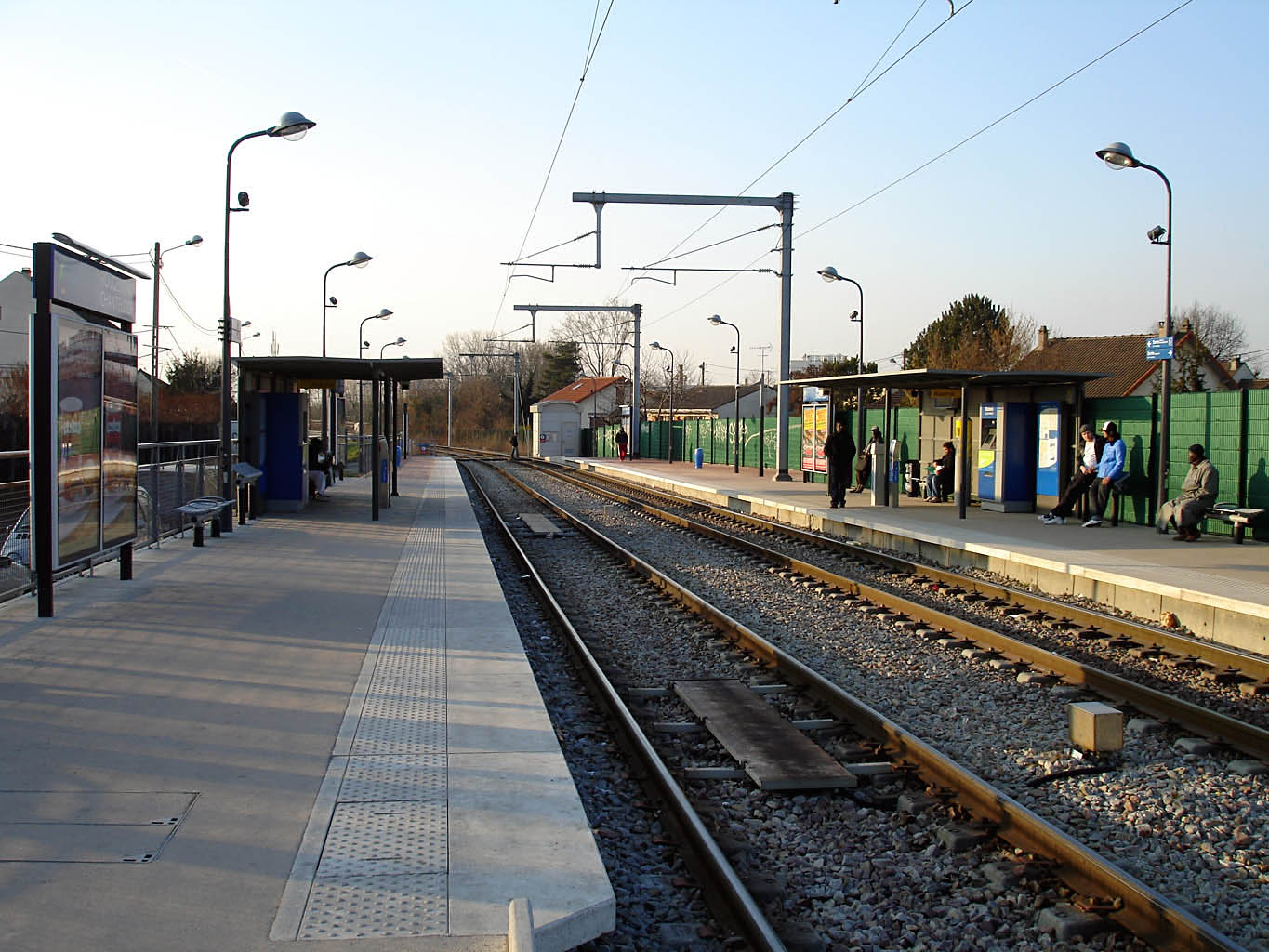
La station vue en direction d'Aulnay-sous-Bois.
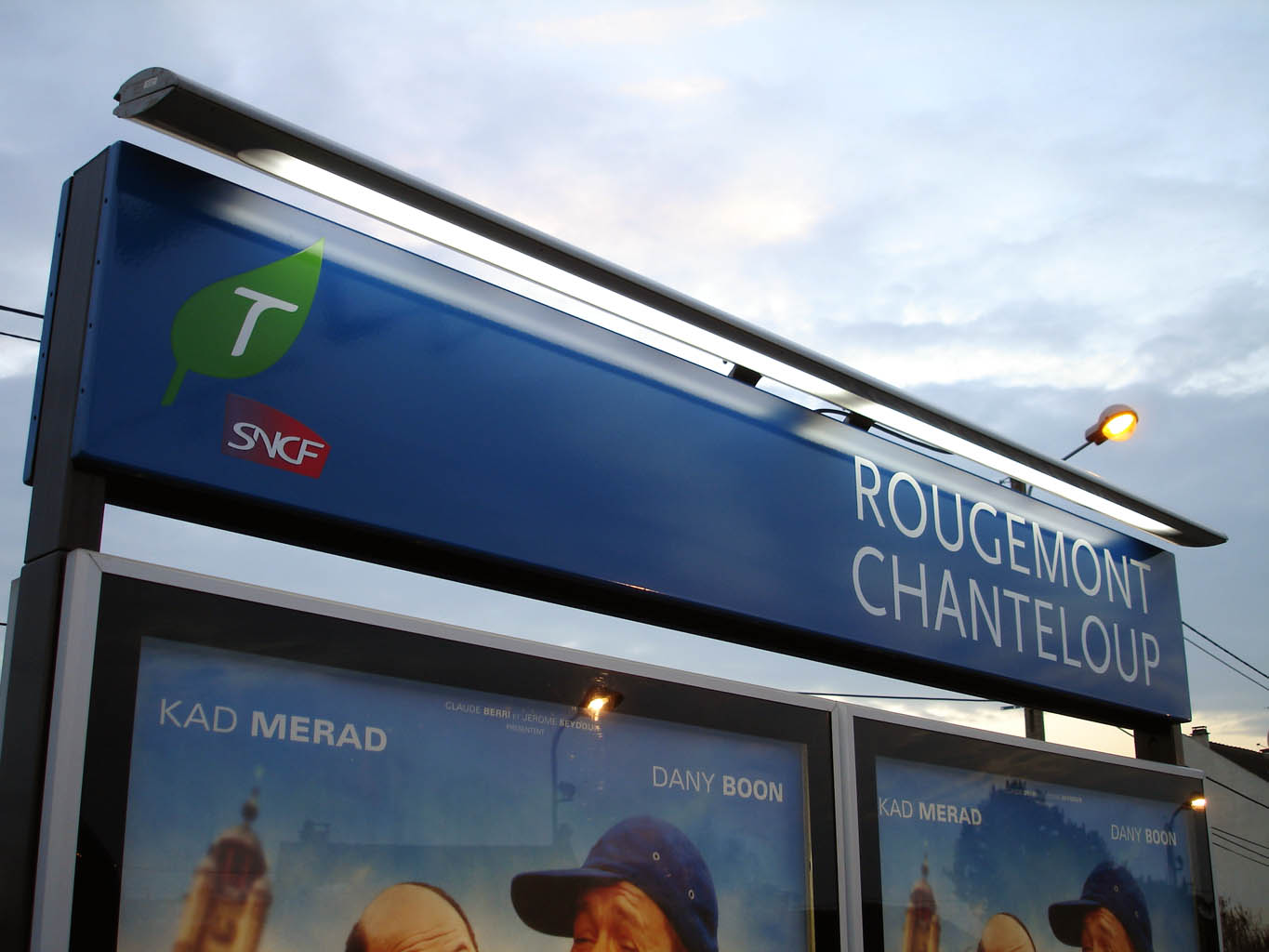
Panneau de la station.